# حفرية أو إتش 5

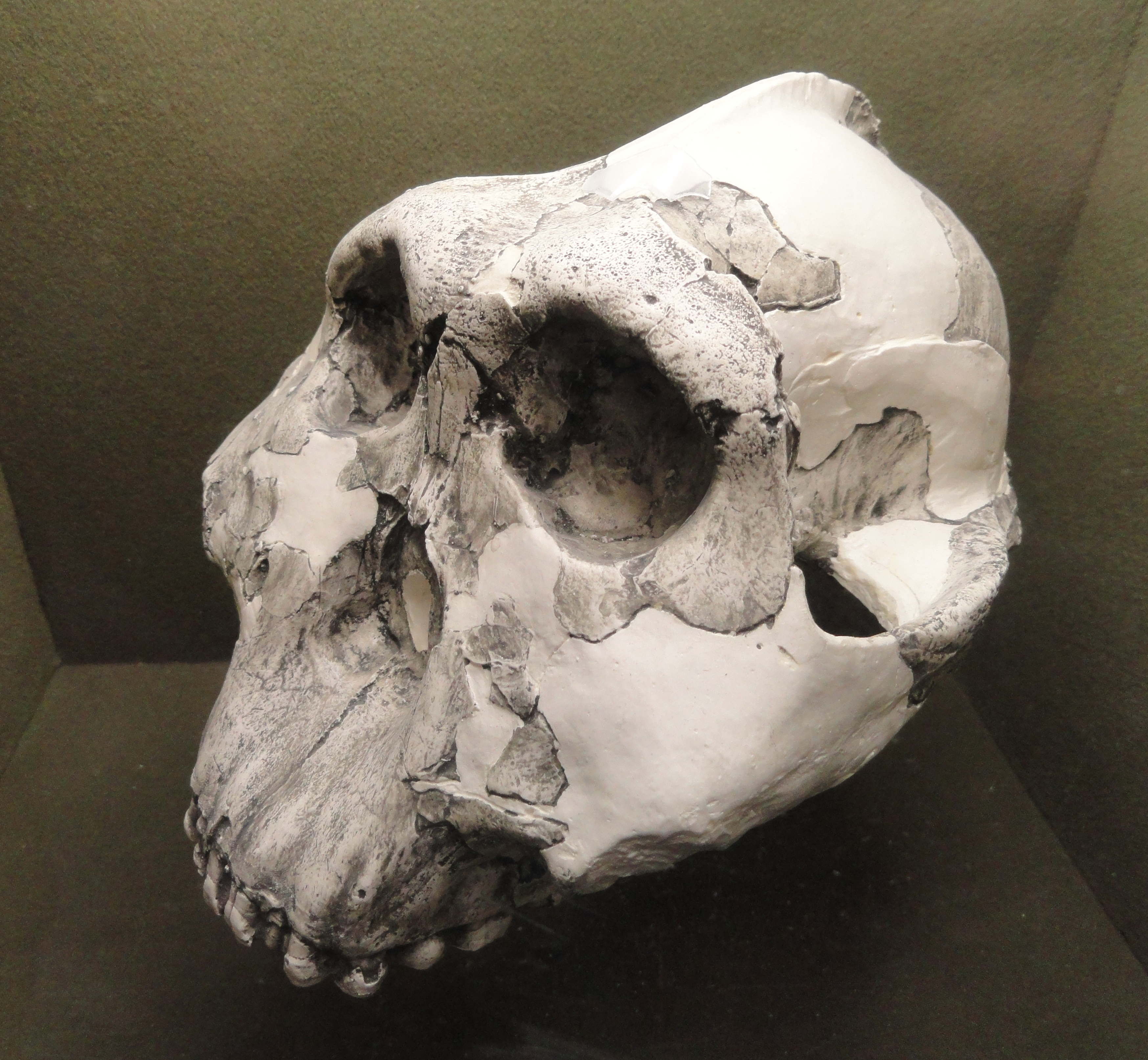

حفرية أو إتش 5 "OH 5" والتي تعرف أيضاً باسم «الصبي العزيز»، مستحاثة تنتمي لأشباه البشر Paranthropus boisei وتتألف من عظم قحف، اكتشفتها عالمة الآثار والحفريات ماري ليكي عام 1959 في أولدوف جورج في تنزانيا، تمَّت دراسة هذه العينة من قبل زوج ماري العالم لويس ليكي وصنَّفها في البداية على أنَّها تنتمي لأحد الأنواع البشرية المعروفة بكزينيجانثروبوس بويزي والذي يُعتقد بأنَّه أحد الأسلاف الأوائل للإنسان الحديث وعاش قبل حوالي مليوني عام تقريباً، ولكنَّ هذا التصنيف تمَّ إلغاؤه لاحقاً بسبب الميزات والخصائص الموجودة في العينة والتي دفعت لتصنيفها ضمن أشباه البشر.

## الاكتشاف
منذ ثلاثينيَّات القرن الماضي أجرى لويس وماري ليكي الكثير من الحفريات في تنزانيا، وعلى الرغم من تأجيل معظم أعمال الاستكشاف بسبب اندلاع الحرب العالمية الثانية فقد عاد الزوجان إلى تنزانيا في العام 1951 وعثروا على مستحاثات وأدوات هامة، وفي صباح يوم 17 يوليو 1959 كان لويس مريض وخرجت ماري بجولة استكشافيَّة بمفردها وفي تمام الساعة الحادية عشرة صباحاً لاحظت قطعة من العظم التي تبدو وكأنها جزء من جمجمة ولها مظهر بشري، وبعد أن أزالت الطبقة السطحية من الأتربة التي تغطي الجمجمة عثرت على اثنين من الأسنان الكبيرة، وعادت ماري إلى المخيم وهي تقول: لقد حصلت عليه أخيراً، بدأت عمليات الحفر بشكلٍ نشط في اليوم التالي بعد وصول المصوِّر ديس بارتليت الذي وثَّق بشكلٍ فوتوغرافي كامل عملية التنقيب ، وفي 6 آب أغسطس تمَّ اكتشاف جزء جديد وكامل من الجمجمة على الرغم من أنَّه كان لا بد من إعادة جمعه وبنائه لأنَّه متشظي إلى قطع عظمية صغيرة ومبعثرة في التراب.
بمجرَّد فحص الجمجمة قرَّر لويس وماوري أنَّها تعود لشاب صغير ولذلك سمَّياه «الصبي العزيز»، وكان يُعتقد أيضاً أنَّها تعود لأحد أجداد الأجناس البشرية الحديثة ولكنَّه عضو في الفئة الفرعية «أوسترالوبثيكينا»
```
وعندما نشر لويس ليكي وصفاً للجمجمة المُكتشفة صنَّفه تحت اسم رجل شرق إفريقيا
[
7
]
 في نهاية المطاف تمَّ تعديل هذا التصنيف إلى أحد أشباه البشر Paranthropus boisei، وعلى كلِّ حال ما يزال هذا التصنيف موضع خلاف حتى يومنا هذا.
[
8
]
```

## تحليل
اعتقد لويس ليكي في البداية أنَّ الجمجمة التي اكتشفها مع زوجته تعود لأحد الأسلاف المباشرين للإنسان المعاصر وأنَّه هو الذي صنع تلك الأدوات التي تمَّ العثور عليها في نفس الموقع، وشرح ذلك في مقالته التي نشرها في مجلة ناشيونال جيوغرافك، ولكنَّه تراجع عن هذه الفكرة بعد اكتشافه هو وماري لحفرية تعود لجنس الإنسان الماهر Homo habilis في نفس الموقع بعد عامين، والتي تميَّزت بحجم دماغ أكبر وصفات أقرب للإنسان المعاصر.
على الرغم من ذلك كلِّه فقد جعلت حفرية أو إتش 5 من لويس وماري ليكي مشهورين جداً، وأثارت الكثير من الاهتمام بعلوم الإنسان القديم، تمَّ نقل الجمجمة إلى كينيا بعد اكتشافها فوراً وبقيت هناك حتى يناير 1965 حيث نقلت إلى المتحف الوطني في تنزانيا وما زالت هناك حتى الآن